# Abel (pel·lícula)
Abel és una pel·lícula mexicana, dirigida per Diego Luna. Protagonitzada per Christopher Ruiz-Esparza com l'entranyable Abel, al costat de Karina Gidi i José María Yazpik com els co-protagonistes. La seva estrena a Mèxic va tenir lloc el 28 de maig de 2010.

## Sinopsi
Abel, és un nen de nou anys internat en un hospital psiquiàtric a causa d'un possible mutisme selectiu de trets psicòtics. Cecilia, la seva mare soltera, està segura que el millor per al seu fill és tornar a casa amb la resta de la família. Convenç al doctor perquè deixi sortir a Abel per una setmana, temps en el qual intentarà provar que no és necessari transferir-lo a un hospital infantil a la Ciutat de Mèxic. Amb el seu pare absent, Abel es converteix una figura paternal poc convencional que, de l'una o l'altra manera, aconsegueix unir a la seva família però això no és possible perquè el pare després de dos llargs anys d'absència suposadament torna dels Estats Units.

## Repartiment
- Christopher Ruiz-Esparza com Abel: un nen amb problemes de conducta que, després d'una hospitalització, torna a la família assumint el paper del pare absent i comença a manar a la seva casa.
- Karina Gidi com Cecilia "Cecy": la mamà d'Abel
- José María Yazpik com Anselmo: pare d'Abel que abandona a la seva esposa i fills.
- Geraldine Galván com Selene: la germana d'Abel una rebel adolescent de quinze anys.
- Gerardo Ruiz-Esparza com Paúl: el germà menor d'Abel
- Carlos Aragó com Fili: metge d'Abel, conegut de Cecilia i amic d'Anselmo.

## Recepció
La pel·lícula va formar part al gener del Festival de Sundance, on es va projectar per primera vegada a la crítica, després va formar part de la Selecció Oficial del Festival de Canes. Va rebre bones crítiques dels mitjans francesos, elogiant el treball com a director i fins i tot comparant-lo amb Michel Gondry i Wes Anderson.
A la seva estrena a Mèxic, la pel·lícula va debutar amb 63 còpies i va trencar rècord de taquilla en tractar-se d'una pel·lícula amb menys de 65 còpies i vendre més de tres milions de pesos en el seu primer cap de setmana. L'anterior rècord el sostenia Shakespeare in Love de John Madden. L'anterior va derivar en la producció de més còpies per a Mèxic.
John Malkovich, qui va ser un dels productors executius, va dir sentir-se molt content de la gran acceptació i èxit que va gaudir la pel·lícula.

## Producció

### Filmació
Tots els exteriors de la filmació de la pel·lícula Abel es van dur a terme a la Ciutat d'Aguascalientes i tots els interiors de la casa en un fòrum a la Ciutat de Mèxic.

## Comentaris
Aquest film ocupa el lloc 88 dins de la llista de les 100 millors pel·lícules mexicanes de la història, segons l'opinió de 27 crítics i especialistes del cinema a Mèxic, publicada pel portal Sector Cine al juny de 2020.